# Testament Records
Testament Records es un sello discográfico basado en el Reino Unido, especializado en la recuperación de grabaciones históricas de música clásica a partir de los fondos de archivo de sellos discográficos y emisoras radiofónicas con los que mantiene acuerdos, y que basa su catálogo en los artistas que interpretan esas grabaciones.
Testament reprocesa las grabaciones, mejorando notablemente su calidad técnica con respecto a anteriores ediciones. Inicialmente, la compañía comenzó reeditando grabaciones procedentes de EMI Records, a las que pronto se añadieron Decca, Deutsche Grammophon y Sony BMG. También ha reprocesado y editado grabaciones en vivo procedentes de las emisoras BBC, Deutschland Radio, SFB, WDR, ORF y RBB.
Entre los artistas a los que Testament se ha dedicado especialmente figuran Arturo Toscanini, Guido Cantelli, Solomon Cutner, Rudolf Kempe, Otto Klemperer, Klaus Tennstedt, Carlo Maria Giulini, Wilhelm Furtwängler, y muchos otros.
Entre las ediciones más notables de Testament en los últimos años se puede destacar especialmente el ciclo completo de El Anillo del Nibelungo, de Richard Wagner, grabado por primera vez en sistema estereofónico en el Festival de Bayreuth en 1955, y dirigido por Joseph Keilberth. Esta grabación, producida originalmente por Decca, no había sido nunca editada por motivos burocráticos, y vio la luz por primera vez en 2006, más de 50 años después de su realización. El mismo problema tuvo la grabación de la cuarta obra del ciclo, El ocaso de los dioses que se grabó en la primera edición del Festival tras la Segunda Guerra Mundial, en 1951, dirigida por Hans Knappertsbusch, y que tampoco se había podido escuchar hasta que Testament la publicó en 1999.
Además del amplio catálogo en CD, Testament ha publicado en DVD las diez históricas retransmisiones televisivas de los conciertos de Arturo Toscanini con la Orquesta Sinfónica de la NBC entre 1948 y  1952, con calidad de imagen restaurada, y añadiendo el sonido procedente de las cintas magnéticas originales. Asimismo, mantiene un catálogo de ediciones de grabaciones seleccionadas en vinilos de alta calidad. 